# Nine Days
Nine Days é uma banda de alternative rock e pop rock norte-americana de Long Island, Nova Iorque.
Um de seus maiores sucessos é a música Absolutely (Story of a Girl).

## Discografia

### Álbuns
- Something To Listen To - 1995
- Monday Songs - 1996
- Three - 1998
- The Madding Crowd - 2000
- So Happily Unsatisfied - 2002
- Flying The Corporate Jet - 2003
- Slow Motion Life (Part One) - 2007
- Slow Motion Life (Part two) - 2008
- TBA

### Singles
| Ano  | Título                         | Posição      | Posição          | Posição              | Álbum             |
| Ano  | Título                         | U.S. Hot 100 | U.S. Modern Rock | U.S. Mainstream Rock | Álbum             |
| ---- | ------------------------------ | ------------ | ---------------- | -------------------- | ----------------- |
| 2000 | "Absolutely (Story of a Girl)" | 6            | 10               | -                    | The Madding Crowd |
| 2000 | "If I Am"                      | 68           | -                | -                    | The Madding Crowd |